# Élections législatives de 1973 dans l'Isère
Les élections législatives françaises de 1973 se déroulent les 4 et 11 mars 1973. Dans le département de l'Isère, sept députés sont à élire dans le cadre de sept circonscriptions.

## Élus
| Circonscription | Député sortant                                     | Parti | Parti | Député élu ou réélu  | Parti | Parti |
| --------------- | -------------------------------------------------- | ----- | ----- | -------------------- | ----- | ----- |
| 1re             | Aimé Paquet                                        |       | RI    | Aimé Paquet          |       | RI    |
| 2e              | Pierre Volumard suppléant de Jean-Marcel Jeanneney |       | UDR   | Hubert Dubedout      |       | PS    |
| 3e              | Robert Aymar                                       |       | UDR   | Louis Maisonnat      |       | PCF   |
| 4e              | Alban Fagot                                        |       | UDR   | Jacques-Antoine Gau  |       | PS    |
| 5e              | David Rousset                                      |       | UDR   | Louis Mermaz         |       | PS    |
| 6e              | Jean Boyer                                         |       | RI    | Jean Boyer           |       | RI    |
| 7e              | Maurice Cattin-Bazin                               |       | RI    | Maurice Cattin-Bazin |       | RI    |

## Résultats

### Résultats à l'échelle du département
| Parti                 | Parti                                       | Premier tour | Premier tour | Second tour | Second tour | Sièges |
| Parti                 | Parti                                       | Voix         | %            | Voix        | %           | Sièges |
| --------------------- | ------------------------------------------- | ------------ | ------------ | ----------- | ----------- | ------ |
|                       | Parti socialiste                            | 82 296       | 24,01        | 113 259     | 32,41       | 3      |
|                       | Parti communiste français                   | 80 380       | 23,54        | 70 487      | 20,17       | 1      |
|                       | Parti socialiste unifié                     | 7 859        | 2,29         |             |             | 0      |
|                       | Union de la gauche                          | 170 535      | 49,75        | 183 746     | 52,59       | 4      |
|                       |                                             |              |              |             |             |        |
|                       | Républicains indépendants                   | 65 620       | 19,14        | 90 181      | 25,81       | 3      |
|                       | Union des démocrates pour la République     | 44 897       | 13,10        | 75 484      | 21,60       | 0      |
|                       | Centre démocratie et progrès                | 5 138        | 1,50         |             |             | 0      |
|                       | Divers droite (gaulliste)                   | 3 434        | 1,00         | 0           |             |        |
|                       | Union des républicains de progrès           | 119 089      | 34,74        | 165 665     | 47,41       | 3      |
|                       |                                             |              |              |             |             |        |
|                       | Mouvement réformateur                       | 43 803       | 12,78        | Retrait     | Retrait     | 0      |
|                       | Extrême gauche                              | 5 594        | 1,63         |             |             | 0      |
|                       | Centre national des indépendants et paysans | 3 448        | 1,01         | 0           |             |        |
|                       | Gaullistes d'opposition                     | 344          | 0,10         | 0           |             |        |
|                       |                                             |              |              |             |             |        |
| Inscrits              | Inscrits                                    | 445 103      | 100,00       | 445 103     | 100,00      | 7      |
| Abstentions           | Abstentions                                 | 95 397       | 21,43        | 84 448      | 18,97       |        |
| Votants               | Votants                                     | 349 706      | 78,57        | 360 655     | 81,03       |        |
| Blancs et nuls        | Blancs et nuls                              | 6 893        | 1,97         | 11 244      | 3,12        |        |
| Exprimés              | Exprimés                                    | 342 813      | 98,03        | 349 411     | 96,88       |        |
| Source : Data.gouv.fr |                                             |              |              |             |             |        |

### Résultats par circonscription

#### Première circonscription (Grenoble-Est)
| Candidat       | Candidat                  | Parti          | Premier tour | Premier tour | Second tour | Second tour |  |
| Candidat       | Candidat                  | Parti          | Voix         | %            | Voix        | %           |  |
| -------------- | ------------------------- | -------------- | ------------ | ------------ | ----------- | ----------- |  |
|                | Aimé Paquet sortant réélu | RI (URP)       | 22 597       | 44,4         | 27 834      | 55,45       |  |
|                | Justine Goy               | PCF            | 10 619       | 20,86        | 22 363      | 44,55       |  |
|                | Raymond Espagnac          | PS (UGSD)      | 9 379        | 18,43        | Retrait     | Retrait     |  |
|                | Claude Drevet             | CD (MR)        | 3 743        | 7,35         |             |             |  |
|                | Georges Boulloud          | PSU            | 3 330        | 6,54         |             |             |  |
|                | Ivan Picano-Nacci         | LO             | 886          | 1,74         |             |             |  |
|                | Roland Chevallier         | FP             | 344          | 0,68         |             |             |  |
|                |                           |                |              |              |             |             |  |
| Inscrits       | Inscrits                  | Inscrits       | 65 163       | 100,00       | 65 169      | 100,00      |  |
| Abstentions    | Abstentions               | Abstentions    | 13 416       | 20,59        | 12 845      | 19,71       |  |
| Votants        | Votants                   | Votants        | 51 747       | 79,41        | 52 324      | 80,29       |  |
| Blancs et nuls | Blancs et nuls            | Blancs et nuls | 849          | 1,64         | 2 127       | 4,07        |  |
| Exprimés       | Exprimés                  | Exprimés       | 50 898       | 98,36        | 50 197      | 95,93       |  |

#### Deuxième circonscription (Grenoble-Sud)
| Candidat       | Candidat                | Parti                     | Premier tour | Premier tour | Second tour | Second tour |  |
| Candidat       | Candidat                | Parti                     | Voix         | %            | Voix        | %           |  |
| -------------- | ----------------------- | ------------------------- | ------------ | ------------ | ----------- | ----------- |  |
|                | Hubert Dubedout élu     | PS (UGSD)                 | 20 904       | 30,23        | 40 953      | 58,22       |  |
|                | Pierre Volumard sortant | UDR (URP)                 | 17 516       | 25,33        | 29 387      | 41,78       |  |
|                | Jean Giard              | PCF                       | 16 546       | 23,93        | Retrait     | Retrait     |  |
|                | Jean Rouge              | Rad (MR)                  | 6 854        | 9,91         |             |             |  |
|                | Claude Reichman         | CDP                       | 5 138        | 7,43         |             |             |  |
|                | Jean-Louis Dion         | LCR                       | 975          | 1,41         |             |             |  |
|                | Pierre Broué            | OCT                       | 753          | 1,09         |             |             |  |
|                | Henri Ben-Saïd          | Divers droite (Gaulliste) | 457          | 0,66         |             |             |  |
|                |                         |                           |              |              |             |             |  |
| Inscrits       | Inscrits                | Inscrits                  | 92 217       | 100,00       | 92 224      | 100,00      |  |
| Abstentions    | Abstentions             | Abstentions               | 21 714       | 23,55        | 19 819      | 21,49       |  |
| Votants        | Votants                 | Votants                   | 70 503       | 76,45        | 72 405      | 78,51       |  |
| Blancs et nuls | Blancs et nuls          | Blancs et nuls            | 1 360        | 1,93         | 2 065       | 2,85        |  |
| Exprimés       | Exprimés                | Exprimés                  | 69 143       | 98,07        | 70 340      | 97,15       |  |

#### Troisième circonscription (Vizille)
| Candidat       | Candidat             | Parti                     | Premier tour | Premier tour | Second tour | Second tour |  |
| Candidat       | Candidat             | Parti                     | Voix         | %            | Voix        | %           |  |
| -------------- | -------------------- | ------------------------- | ------------ | ------------ | ----------- | ----------- |  |
|                | Louis Maisonnat élu  | PCF                       | 18 913       | 37,06        | 28 539      | 55,31       |  |
|                | Robert Aymar sortant | UDR (URP)                 | 12 054       | 23,62        | 23 059      | 44,69       |  |
|                | Jackie Klein         | CD (MR)                   | 7 205        | 14,12        | Retrait     | Retrait     |  |
|                | Jean-Claude Fanton   | PS (UGSD)                 | 6 451        | 12,64        |             |             |  |
|                | Jean Vanier          | Divers droite (Gaulliste) | 2 977        | 5,83         |             |             |  |
|                | Michel Destot        | PSU                       | 2 531        | 4,96         |             |             |  |
|                | Christian Schiltz    | LO                        | 908          | 1,78         |             |             |  |
|                |                      |                           |              |              |             |             |  |
| Inscrits       | Inscrits             | Inscrits                  | 67 206       | 100,00       | 67 197      | 100,00      |  |
| Abstentions    | Abstentions          | Abstentions               | 15 198       | 22,61        | 13 392      | 19,93       |  |
| Votants        | Votants              | Votants                   | 52 008       | 77,39        | 53 805      | 80,07       |  |
| Blancs et nuls | Blancs et nuls       | Blancs et nuls            | 969          | 1,86         | 2 207       | 4,1         |  |
| Exprimés       | Exprimés             | Exprimés                  | 51 039       | 98,14        | 51 598      | 95,9        |  |

#### Quatrième circonscription (Grenoble-Nord)
| Candidat       | Candidat                | Parti          | Premier tour | Premier tour | Second tour | Second tour |  |
| Candidat       | Candidat                | Parti          | Voix         | %            | Voix        | %           |  |
| -------------- | ----------------------- | -------------- | ------------ | ------------ | ----------- | ----------- |  |
|                | Alban Fagot sortant     | UDR (URP)      | 15 327       | 33,4         | 23 038      | 48,31       |  |
|                | Jacques-Antoine Gau élu | PS (UGSD)      | 10 884       | 23,72        | 24 654      | 51,69       |  |
|                | Raymond Perinetti       | PCF            | 8 912        | 19,42        | Retrait     | Retrait     |  |
|                | A. de Galbert           | CD (MR)        | 6 683        | 14,56        | Retrait     | Retrait     |  |
|                | Yves Graillat           | CNIP           | 2 082        | 4,54         |             |             |  |
|                | Georges Quézel-Ambrunaz | PSU            | 1 998        | 4,35         |             |             |  |
|                |                         |                |              |              |             |             |  |
| Inscrits       | Inscrits                | Inscrits       | 59 399       | 100,00       | 59 399      | 100,00      |  |
| Abstentions    | Abstentions             | Abstentions    | 12 632       | 21,27        | 10 627      | 17,89       |  |
| Votants        | Votants                 | Votants        | 46 767       | 78,73        | 48 772      | 82,11       |  |
| Blancs et nuls | Blancs et nuls          | Blancs et nuls | 881          | 1,88         | 1 080       | 2,21        |  |
| Exprimés       | Exprimés                | Exprimés       | 45 886       | 98,12        | 47 692      | 97,79       |  |

#### Cinquième circonscription (Vienne-Nord)
| Candidat       | Candidat         | Parti          | Premier tour | Premier tour | Second tour | Second tour |  |
| Candidat       | Candidat         | Parti          | Voix         | %            | Voix        | %           |  |
| -------------- | ---------------- | -------------- | ------------ | ------------ | ----------- | ----------- |  |
|                | Louis Mermaz élu | PS (UGSD)      | 16 373       | 39,25        | 24 822      | 58,31       |  |
|                | Gérard David     | RI (URP)       | 12 423       | 29,78        | 17 744      | 41,69       |  |
|                | Paul Rochas      | PCF            | 6 191        | 14,84        | Retrait     | Retrait     |  |
|                | Adrien Némoz     | CD (MR)        | 5 506        | 13,2         | Retrait     | Retrait     |  |
|                | Rosita Clausse   | LO             | 1 223        | 2,93         |             |             |  |
|                |                  |                |              |              |             |             |  |
| Inscrits       | Inscrits         | Inscrits       | 52 438       | 100,00       | 52 437      | 100,00      |  |
| Abstentions    | Abstentions      | Abstentions    | 9 932        | 18,94        | 8 794       | 16,77       |  |
| Votants        | Votants          | Votants        | 42 506       | 81,06        | 43 643      | 83,23       |  |
| Blancs et nuls | Blancs et nuls   | Blancs et nuls | 790          | 1,86         | 1 077       | 2,47        |  |
| Exprimés       | Exprimés         | Exprimés       | 41 716       | 98,14        | 42 566      | 97,53       |  |

#### Sixième circonscription (Vienne-Sud)
| Candidat       | Candidat                 | Parti          | Premier tour | Premier tour | Second tour | Second tour |  |
| Candidat       | Candidat                 | Parti          | Voix         | %            | Voix        | %           |  |
| -------------- | ------------------------ | -------------- | ------------ | ------------ | ----------- | ----------- |  |
|                | Jean Boyer sortant réélu | RI (URP)       | 14 299       | 35,22        | 21 531      | 52,37       |  |
|                | Paul Datry               | PCF            | 10 458       | 25,76        | 19 585      | 47,63       |  |
|                | René Bergeret            | PS (UGSD)      | 9 294        | 22,9         | Retrait     | Retrait     |  |
|                | Alain Giraud             | Rad (MR)       | 5 694        | 14,03        | Retrait     | Retrait     |  |
|                | Roger Desmeliers         | LO             | 849          | 2,09         |             |             |  |
|                |                          |                |              |              |             |             |  |
| Inscrits       | Inscrits                 | Inscrits       | 50 426       | 100,00       | 50 420      | 100,00      |  |
| Abstentions    | Abstentions              | Abstentions    | 9 058        | 17,96        | 7 633       | 15,14       |  |
| Votants        | Votants                  | Votants        | 41 368       | 82,04        | 42 787      | 84,86       |  |
| Blancs et nuls | Blancs et nuls           | Blancs et nuls | 774          | 1,87         | 1 671       | 3,91        |  |
| Exprimés       | Exprimés                 | Exprimés       | 40 594       | 98,13        | 41 116      | 96,09       |  |

#### Septième circonscription (Bourgoin-Jallieu)
| Candidat       | Candidat                           | Parti          | Premier tour | Premier tour | Second tour | Second tour |  |
| Candidat       | Candidat                           | Parti          | Voix         | %            | Voix        | %           |  |
| -------------- | ---------------------------------- | -------------- | ------------ | ------------ | ----------- | ----------- |  |
|                | Maurice Cattin-Bazin sortant réélu | RI (URP)       | 16 301       | 37,44        | 23 072      | 50,26       |  |
|                | Paul Chenguélia                    | PS (UGSD)      | 9 011        | 20,7         | 22 830      | 49,74       |  |
|                | Henri Jayet                        | PCF            | 8 741        | 20,08        | Retrait     | Retrait     |  |
|                | Michel Soulié                      | Rad (MR)       | 8 118        | 18,65        | Retrait     | Retrait     |  |
|                | Paul Ribeaud                       | CNIP           | 1 366        | 3,14         |             |             |  |
|                |                                    |                |              |              |             |             |  |
| Inscrits       | Inscrits                           | Inscrits       | 58 254       | 100,00       | 58 257      | 100,00      |  |
| Abstentions    | Abstentions                        | Abstentions    | 13 447       | 23,08        | 11 338      | 19,46       |  |
| Votants        | Votants                            | Votants        | 44 807       | 76,92        | 46 919      | 80,54       |  |
| Blancs et nuls | Blancs et nuls                     | Blancs et nuls | 1 270        | 2,83         | 1 017       | 2,17        |  |
| Exprimés       | Exprimés                           | Exprimés       | 43 537       | 97,17        | 45 902      | 97,83       |  |